# Nic
För andra betydelser, se NIC.
Nic (ryska: Нидж) är en ort i Azerbajdzjan.   Den ligger i distriktet Qəbələ, i den centrala delen av landet, 200 km väster om huvudstaden Baku. Nic ligger 423 meter över havet och antalet invånare är 5 744.
Terrängen runt Nic är platt norrut, men söderut är den kuperad. Närmaste större samhälle är Qutqashen, 16,7 km öster om Nic. 
Trakten runt Nic består till största delen av jordbruksmark. Runt Nic är det ganska tätbefolkat, med 58 invånare per kvadratkilometer.